# Hans Anthon Lynge
Hans Anthon Lynge, född 1945 i Qullissat i Nordgrönland, är en grönländsk författare. 
Lynge debuterade 1976 med romanen Seqajuk (svensk översättning 1981), vars centrala tema är självmord. 1991 nominerades han till Nordiska rådets litteraturpris för diktcykeln Nunanni Avani (i dansk översättning I nord hvor jeg bor), och 2001 för romanen Allaqqitat från 1997 (i dansk översättning Bekendelser, 1998). 